# Warner Bros. Discovery

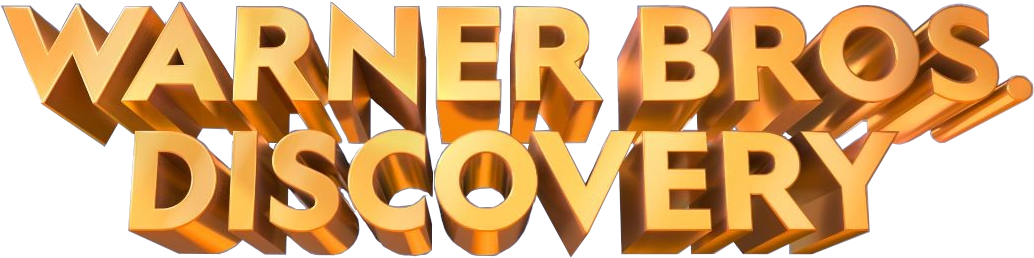
Prototyp des Logos von Warner Bros. Discovery

Ehemaliges Logo von WarnerMedia

Ehemaliges Logo von Discovery, Inc.

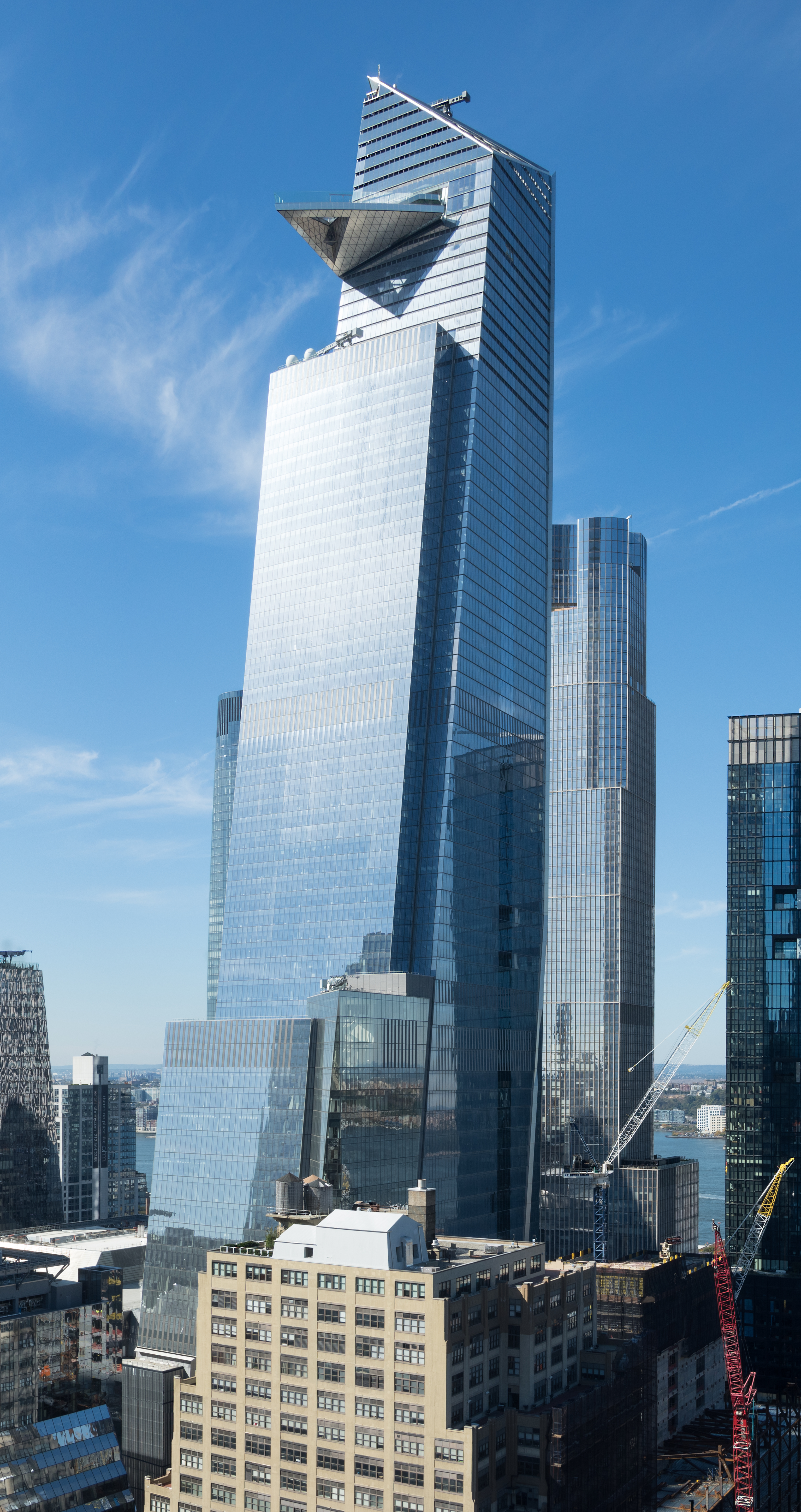
30 Hudson Yards, Hauptsitz

Warner Bros. Discovery, Inc. (bis 7. April 2022 WarnerMedia, bis Juni 2018 Time Warner) ist ein internationales Medienunternehmen mit zahlreichen Geschäftsfeldern. Warner Bros. Discovery hat seinen Sitz in New York City und wurde 2022 durch die Fusion von WarnerMedia und Discovery geschaffen. Die Aktie des Unternehmens wird an der NASDAQ unter dem Kürzel WBD gelistet.
Zu Warner Bros. Discovery gehören unter anderem das Film- und Fernsehstudio Warner Bros. Entertainment, der Pay-TV-Sender Home Box Office (HBO), der Nachrichtensender CNN, die Time Inc. Buch- und Zeitschriftenverlage, Discovery Communications, sowie der Comicverlag DC, der unter anderem als Originalverlag die Superheldencomics um Superman und Batman herausbringt.

## Unternehmensgeschichte
Am 10. Februar 1972 wurden die Unterhaltungsaktivitäten der Kinney National Company aufgrund eines Finanzskandals um Preisabsprachen im Parkbetrieb in Warner Communications umbenannt. Warner Communications fungierte in den 1970er und 1980er Jahren als Muttergesellschaft von Warner Bros. Pictures, der Warner Music Group (WMG), Warner Books und Warner Cable. Es besaß auch DC Comics und das Mad-Magazin.
1990 fusionierte der Konzern mit der Time Inc. zu Time Warner. In einer weiteren Fusion brachte 1996 Ted Turners Holding Turner Broadcasting System (TBS) unter anderem Kabelsender wie CNN und TNT, Turner Entertainment, das Filmstudio New Line Cinema und verschiedene Sportmannschaften Atlantas in den Konzern ein.
Am 10. Januar 2000 kündigte der Internetdienstleister AOL an, Time Warner durch Aktientausch zu übernehmen. Die Fusion wurde 2001 vollzogen und der neu entstandene Konzern hieß fortan AOL Time Warner. Die platzende Dotcom-Blase wurde symptomatisch für die Entwicklung des Konzerns – die anhaltende Skepsis der Börse gegenüber Unternehmen mit Dotcom-Bezug ließ den Konzern langsam ausbluten. Nach Abschreibungen und Wertberichtigungen bei AOL wies der Konzern für das Geschäftsjahr 2002 einen Verlust von 99 Milliarden US$ aus.
Um der Abwärtsspirale entgegenzuwirken, wurde 2003 AOL wieder aus dem Firmennamen gestrichen. Die gleichzeitig verordnete Rosskur schlug sich in den folgenden Monaten in den Verkäufen verschiedener Unternehmensteile nieder. Von den Verkäufen betroffen sind:
- Warner Music Group (WMG)

eine der drei größten Plattenfirmen, verkauft an eine Investorengruppe um Edgar Bronfman jun.
- Time Warner Book Group (TWBG)

Die Buchsparte des Unternehmens wurde 2006 für 537,5 Millionen Dollar (rund 375 Millionen Euro) vom französischen Mischkonzern Groupe Lagardère übernommen und in Hachette Book Group umbenannt.
- Warner Music Manufacturing Europe (WMME)

europäisches Presswerk für CDs und DVDs in Alsdorf (Städteregion Aachen), heute Cinram GmbH
- Warner Advanced Media Operations (WAMO)

optische Datenträger/Medien, heute Teil von Cinram International
- Warner Media Services (WMS) aka Ivy Hill

Kartonverpackungen für Medien
- Comedy Central

Kabelsender, 50 %-Anteil verkauft an Partner Viacom
- World Championship Wrestling (WCW)

Wrestling Federation, verkauft an den Konkurrenten World Wrestling Entertainment (WWE) im Jahr 2001, nachdem Time Warner seine minderprofitablen Sparten abzustoßen versuchte. Die Storyline der „Invasion“ war von Vince McMahon als Deal mit Ted Turner vereinbart gewesen.
- Atlanta Hawks, Atlanta Thrashers, Philips Arena

Basketball-Mannschaft, Hockey-Mannschaft und die Betriebsgesellschaft des gemeinsamen Stadions
Am 28. Mai 2009 kündigte Time Warner in einer Pressemitteilung an, dass AOL ab 2010 als separate Marke auftreten werde. Seit 10. Dezember 2009 wurde AOL wieder als eigenständiges Unternehmen an der New Yorker Börse gehandelt und am 23. Juni 2015 von Verizon übernommen.
Im August 2010 kaufte Time Warner den chilenischen Fernsehsender Chilevisión.
Im Oktober 2016 vereinbarte Time Warner eine Übernahme durch AT&T bis Ende 2017 zu einem Preis von 85 Milliarden Dollar (78 Milliarden Euro). Inklusive übernommener Schulden beträgt der Kaufpreis 108,7 Milliarden Dollar. Gegen das Vorhaben legte das Justizministerium der USA aufgrund kartellrechtlicher Bedenken Widerspruch ein, das zuständige Gericht wies diesen aber am 12. Juni 2018 zurück. Am 14. Juni teilten beide Unternehmen mit, dass die Übernahme vollzogen sei. Time Warner wurde am nächsten Tag in WarnerMedia umbenannt. Die Aktie des Unternehmens war vor der Übernahme durch AT&T unter dem Kürzel „TWX“ an der New York Stock Exchange gelistet.
Im April 2020 wurde verkündet, dass John Stankey, der zu AT&T wechselte, die Unternehmensleitung an Jason Kilar übergibt. Der neue CEO war vorher Chef beim Streaming-Dienst Hulu sowie Vizepräsident für die weltweite Application-Software bei Amazon. Sein Amtsantritt fand während der COVID-19-Pandemie statt.
Im Oktober 2020 berichtete das Wall Street Journal von angeblichen Plänen seitens WarnerMedia, „tausende“ Arbeitsplätze zu streichen, um den Umsatzeinbußen durch die COVID-19-Pandemie zu begegnen. Zuvor seien bereits etwa 500 Stellen im August 2020 abgebaut worden.
Am 17. Mai 2021 gab AT&T eine Vereinbarung bekannt, WarnerMedia abzuspalten und mit Discovery, Inc. zusammenzuschließen, wodurch der nach Umsatz zweitgrößte Medienkonzern der Welt hinter Disney entstehen würde. Am 8. April 2022 wurde die Fusion komplett abgeschlossen und das fusionierte Unternehmen hieß fortan Warner Bros. Discovery. Hauptaktionär ist der in rechten Republikaner-Kreisen verkehrende Multimilliardär John Malone.
Am 16. Februar 2022 hat RTL Deutschland eine Kooperation mit dem US-amerikanischen Medienunternehmen Warner Bros. Discovery angekündigt. In diesem Kontext wurden ab dem ersten Quartal 2022 sukzessiv Serien und Filme von Warner sowie HBO Originals vom in Deutschland noch nicht verfügbaren Streaming-Anbieter HBO Max teilweise exklusiv in das Portfolio von RTL+ integriert.
Am 12. April 2023 sollte mit dem Video-on-Demand-Dienst Max ein neues Angebot bestehend aus dem Portfolio von HBO Max und Discovery+, etabliert werden. Der Dienst wurde am 23. Mai 2023 vorerst ausschließlich in Amerika gestartet. Discovery+ blieb trotz neuer Plattform als eigenständiges Angebot erhalten. Im Rahmen einer Pressekonferenz in New York kündigte Warner Bros. Discovery an, dass der Streamingdienst im Sommer wieder von Max in HBO Max umbenannt wird. In Deutschland gilt der Start des Video-on-Demand-Dienstes derzeit aufgrund von laufenden Lizenzverträgen mit Sky Deutschland und RTL Deutschland als ausgeschlossen.
Im Juni 2025 gab das Unternehmen bekannt, dass Streamingdienst und Studios vom Kabelfernsehen getrennt werden sollen. Zudem wurde bekannt gegeben, dass die ganzen Kabelsender als auch Streamingdienst und Studios in zwei eigene börsennotierte Firmen gespalten werden - WBD Streaming & Studios und WBD Global Networks. Diese Namen seien jedoch nur Platzhalter für mögliche andere Namen.

## Umsatz- und Gewinnentwicklung
Nach der Fusion von AOL und Time Warner zu AOL Time Warner im Jahr 2000 betrug der Börsenwert geschätzte 350 Milliarden US$. Diese Summe fiel seither ununterbrochen und erreichte 2009 65,7 Milliarden US$.
Im vierten Quartal 2012 konnte Time Warner einen Umsatz von 8,2 Milliarden US$ bei einem Gewinn von 1,2 Milliarden US$ verbuchen.

## Unternehmen aus dem Hause Warner Bros. Discovery
Der Konzern besteht aus acht großen Unternehmensbereichen mit vielen Unterbereichen. Die Unternehmensbereiche sind wie folgt gegliedert:
- Warner Bros. Entertainment
- DC Studios
  - Warner Bros. Pictures Group (Leitung: Toby Emmerich)
    - Castle Rock Entertainment
    - New Line Cinema
    - Warner Animation Group

  - Warner Bros. Television Group (Leitung: Channing Dungey)
    - Alloy Entertainment
    - All3Media (50 % mit Liberty Global)
    - Telepictures
    - The CW (12,5 % mit CBS Entertainment Group (Paramount Global) und Nexstar Media Group)
    - Warner Bros. Television
    - Warner Horizon Unscripted Television
- Home Box Office, Inc. (Leitung: Casey Bloys)
  - Cinemax
  - HBO
  - Magnolia Network
- CNN Global
  - CNN
  - CNN+
  - CNN International
  - HLN
- Warner Bros. Discovery U.S. Networks Group (Leitung: Kathleen Finch)
  - Factual Networks
    - American Heroes Channel
    - Animal Planet
    - Discovery
    - Science Channel

  - Entertainment Channels
    - TBS
    - TNT
    - TruTV

  - Lifestyle Brands
    - Destination America
    - Food Network
    - HGTV
    - TLC

  - Kids, Young Adults and Classics
    - Adult Swim
    - Boomerang
    - Cartoon Network
    - Cartoonito
    - Turner Classic Movies
    - Discovery Family

  - Studios
    - Cartoon Network Studios
    - Warner Bros. Animation
    - Williams Street

  - Motor Trend Group (50 % mit Source Interlink)
- Warner Bros. Discovery Sports
  - AT&T SportsNet
  - Eurosport
  - GolfTV[18]
  - TNT Sports
  - Turner Sports
- Warner Bros. Discovery Global Streaming & Interactive Entertainment (Leitung: JB Perrette)
  - Discovery+
  - HBO Max
  - Max
  - Otter Media
  - Warner Bros. Games
- Warner Bros. Discovery International (Leitung: Gerhard Zeiler)
  - Asien-Pazifik
    - Three

  - EMEA
    - TVN Group

  - CNN Global Distribution
  - Warner Bros. Discovery Sports Distribution
- Warner Bros. Discovery Enterprises
  - Global Content Distribution
    - Warner Bros. Home Entertainment
    - Warner Bros. Worldwide Television Distribution

  - DC Entertainment
  - Warner Bros. Consumer Products & Experiences